# Kort (geografi)
 For alternative betydninger, se Kort. (Se også artikler, som begynder med Kort)

Kort er en geografisk gengivelse af et landområde. De fleste kort er målfaste i et angivet målestoksforhold, f.eks. 1:100.000 som angiver at 1 cm på kortet modsvarer 100.000 cm (=1 km) i virkeligheden. Et sådant kort kaldes også et 1-centimeters kort, ligesom 1:25.000-kort kaldes 4-centimeters kort, da 1 km er 4 cm på kortet.
Landkort laves til forskellige formål:
- Til orienteringsløb i skove er 1:10.000 og 1:15.000 bedst. Her er bl.a. veje, sten, grøfter, højdekurver og beplantningstætheder vist med forskellige kortsignaturer.
- Målebordsblade fås i 1:25.000 og opefter.
- Automobilkort er gerne omkring 1:100.000 og med rutenumre angivet.
- Søkort
- Økonomiske kort, fx Matrikelkort
- Atlasser

Et uundgåeligt problem ved fremstilling af kort er, at Jorden er omtrent rund, mens kortet som regel skal være fladt. Dette problem har ført til udarbejdelsen af adskillige projektioner.
En projektion kan være fladetro eller vinkeltro, men ikke begge dele. En almindelig brugt til landkort er UTM(Universal Transverse Mercator)-systemet, der bl.a bruges til topografiske 4 cm kort (1:25.000).